# Oliver Krammer

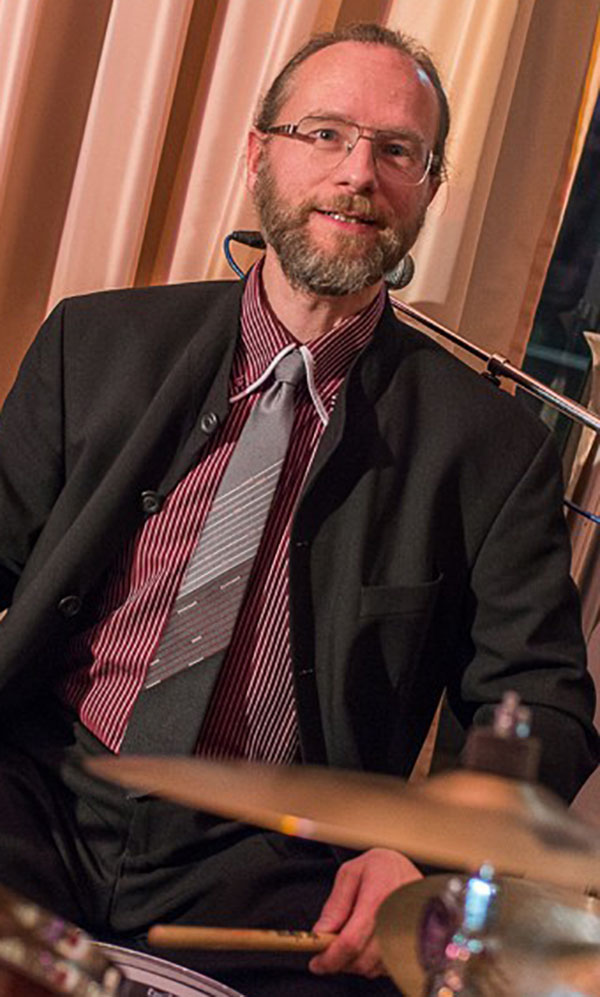
Oliver Krammer, Schlagzeuger und Musiker (2016)

Oliver Krammer (* 16. August 1966 in Scheibbs) ist ein österreichischer Schlagzeuger, Musiker und Tontechniker.

## Leben und Wirken
Nach der Matura 1984 am naturwissenschaftlichen Realgymnasium in Wieselburg absolvierte Oliver Krammer 1994 das Studium Jazz-Schlagwerk am Konservatorium der Stadt Wien bei Walter Grassmann. Weitere Stationen seiner Ausbildung sind der Abschluss Instrumentalpädagogik/Jazz-Schlagzeug bei Fritz Ozmec 1995, das Studium klassische Schlaginstrumente bei Kurt Prihoda 1998 und der Lehrgang Schlagzeug der Popularmusik bei Fritz Ozmec 1996, jeweils an der Universität für Musik und darstellende Kunst in Wien. Er absolvierte weitere Seminare und Workshops unter anderem bei Louie Bellson, Jojo Mayer, Billy Cobham, Steve Smith, Kenny Washington und Rick Latham. Er gründete 2004 gemeinsam mit seiner Frau Daniela Krammer die Jazzformation „Saxophone Affairs“. Neben Krammer wirken auch Roland Guggenbichler (Piano), Heribert Kohlich (Piano), Hans Zinkl (Gitarre), Karl Sayer (Kontrabass), Bernhard Osanna (Kontrabass und E-Bass), Andreas Tieber (E-Bass) und Oliver Krammer (Schlagzeug) in dieser Jazzformation.
In seiner Tätigkeit als Schlagzeuger (live und im Studio) spielte er unter anderem mit der Big Band des Konservatoriums Wien, WHS-Big Band, Zipflo Weinrich, Wiener Wunder, Etta Scollo, Hans Zinkl, Harry Bonanza Country Band, Andrea Händler, Gruber-Ruesz Quartett, On Cue, Stella Jones, Plan B, Herwig Gradischnig, Roland Guggenbichler, Hotel Palindrone, Peter Weibels Hotel Morphelia Orchester, Jango Edwards, James Moore, Headless Nation, Mike Langley, Marcus Zahnhausen, Albert Reifert Trio, Thomas Koran, Meatballs, Two of a Kind, Bluescrew, Hardbop Café, Patrick McMullen, Albert Mair, Joey Green, The City Slickers und Raymond Walker.
Krammer hat seine Ausbildung zum Tontechniker an der School of Audio Engineering in Wien absolviert und führt ein eigenes Projekt-Tonstudio. Bei verschiedenen Film- und TV-Produktionen, wie zum Beispiel Tohuwabohu von Helmut Zenker, Der Bessere gewinnt (mit Wolfgang Ambros) und Stille Wasser (mit Sandra Cervik) übernahm er die musikalische Betreuung.
Oliver Krammer hat zwei Söhne und wohnt in Wien-Hietzing.

## Diskografie, Auszug
- 1995: Three Chipsies, Album, Dance Everybody, Groove Records
- 1997: onCue, Album, On Cue Big Band, Cueing Records
- 2002: Two of a Kind – A Tribute to Louis Armstrong, Album, Two of a Kind[4]
- 2004: Saxophone Affairs, Album, Saxophone Affairs
- 2007: Bachmann Goes Jazz, Album, Encounters, 2007, Cracked Anegg Records, Wien, EAN 912-0-0168501-1-4[5][6]
- 2010: In Tango Veritas – In Musica Veritas, Album, Saxophone Affairs[7]
- 2011: Jedes Mal wieder, Album, KämmerchenOrchester
- 2014: Music for special moments, Album, Saxophone Affairs